# Theater von Pergamon

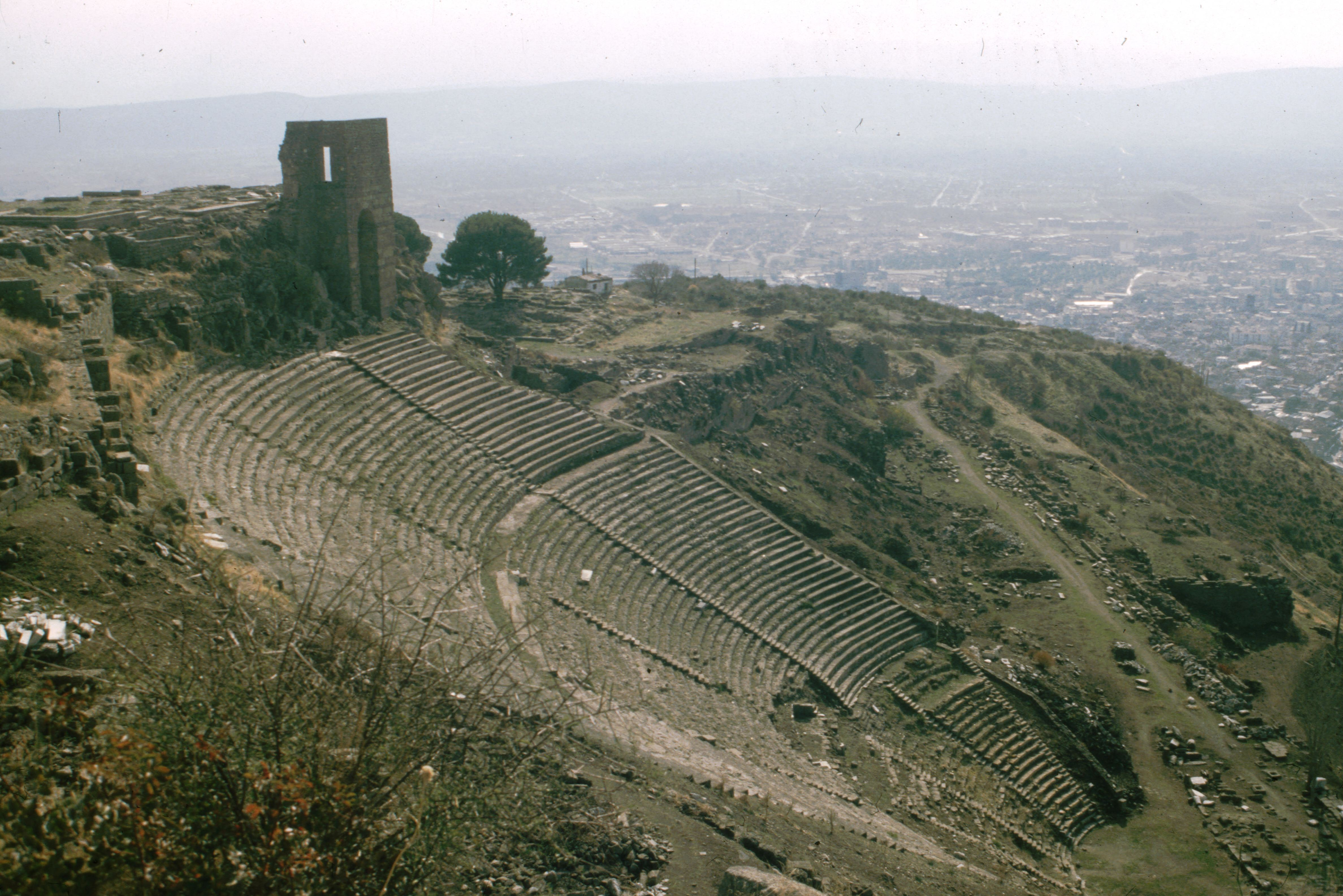
Das Hangtheater von Pergamon

Das griechische Theater von Pergamon liegt am steilen Westhang des Burgberges. Erste Spuren eines befestigten und mit Holzbühne versehenen Theaters an dieser Stelle lassen sich in das frühe 5. Jahrhundert v. Chr. datieren. Der heute die Anlage vor allem dominierende Zuschauerraum, das sogenannte Koilon, wurde im späten 5. Jahrhundert angelegt. Er bot Platz für 10 000 Zuschauer, die über die Theater-Terrasse Zugang zu ihren Sitzplätzen bekamen. Die Terrassengestaltung selbst mit ihren Hallen und dem Tempel des Dionysos an ihrem Nordende wurde in der ersten Hälfte des 2. Jahrhunderts v. Chr. errichtet. Zu dieser Zeit besaß das Theater immer noch eine hölzerne Skene und ein hölzernes Proskenion. Im späteren 2. Jahrhundert v. Chr. wurde, neben anderen Veränderungen, eine erste steinerne Bühne aus Andesit errichtet, das sich dahinter befindliche Bühnengebäude selbst war aber noch immer eine Holzkonstruktion, die bei Bedarf auf- und abgebaut werden konnte. Erst am Wechsel vom 2. zum 1. Jahrhundert v. Chr. wurde das Bühnengebäude durch eine marmorne Fassung ersetzt. Eine letzte Umgestaltung fand im 2. Jahrhundert n. Chr. statt.

## Aufbau
Das Theater liegt am Westhang des Burgberges von Pergamon. Auf Grund der Hanglage kam der Zuschauerraum fast ohne Stützmauern aus, so dass das Theater lediglich an den Enden stabilisiert werden musste.
Die durch das vorgegebene Gelände bedingte Enge ließ eine volle Ausformung, wie sie für ein griechisches Theater zu erwarten ist, für die Bauphase des frühen 2. Jahrhunderts v. Chr. nicht zu. Eine über ein Halbrund hinausgehende Gestaltung des Zuschauerraumes war nicht möglich und für die Orchestra musste auf einen das Zuschauerrund vervollkommnenden Halbkreis verzichtet werden. 
Die vor dem Zuschauerrund liegende, 15 bis 17 Meter breite und rund 250 Meter lange Terrasse bildete sowohl für den im Norden der Terrasse befindlichen Dionysostempel als auch für das Theater selbst den Zugang. 
Der Zuschauerraum besteht aus 78 Sitzreihen, welche durch zwei Gurtgänge, sogenannte Diazomata, in drei ungleiche Teile geteilt werden. Die Sitzreihen sind aus weichem Andesit gefertigt und stark verwittert. Die Vermutung, die unterste erste Sitzreihe sei in späterer Zeit abgetragen worden, so dass heute der Beginn der Sitzreihen höher ansetzt als in der ursprünglichen Anlage, scheint sich nicht zu bestätigen. 
An zwei Stellen in der Mittelachse des Zuschauerraumes sind die Sitzreihen durch Nischen unterbrochen. Die untere und drei Sitzreihen schneidende Nische weist die Reste einer später eingebauten Statuenbasis auf. Die zweite, sieben Reihen umfassende Nische liegt unmittelbar über dem ersten Gürtelgang, ist 9,87 Meter breit und wurde in späterer Zeit mit Marmor ausgekleidet. Die Nischen stammen aus der Bauphase des frühen 2. Jahrhunderts v. Chr.
Das Skenengebäude war ganz in der Tradition der frühen Theater als bewegliche Bühne aus Holz errichtet. Dass an dieser Holzbauweise in Pergamon relativ lange bis in späthellenistische Zeit festgehalten wurde, lag an der besonderen Situation mit der schmalen Terrasse, die bei aufgerichteter Bühne vollkommen blockiert war. Ein steinernes Bühnengebäude hätte die Theaterterrasse dauerhaft verstellt. So wurde eine Holzkonstruktion entwickelt, die jeweils zu den Spielzeiten auf- und abgebaut werden konnte. Die für die Aufnahme der Balken in den Fels gearbeiteten und Köcher genannten Vertiefungen sind zahlreich nachweisbar und lassen sich verschiedenen Bauphasen zuordnen. Für die noch heute sichtbaren viereckigen Einlasslöcher gab es Decksteine, mit denen nach Abbau des Bühnenhauses wieder eine glatt durchgehende Terrasse hergestellt werden konnte.

## Datierung
Das pergamenische Theater weist im Wesentlichen drei Bauphasen auf. Der ersten Phase gehören der aus Andesit hergestellte Zuschauerraum und die bewegliche Skene an. Die Erbauung wird in das 5. Jahrhundert v. Chr. datiert. Allerdings wird von Bohn in diesem Zusammenhang ebenfalls darauf hingewiesen, dass die bewegliche Skene bereits viel früher bestanden haben könnte und die Zuschauer auf dem natürlichen Fels Platz gefunden haben könnten, wie dies etwa beim Dionysostheater in Athen der Fall war.
Die hölzerne Bühne wurde schließlich im späteren 2. Jahrhundert v. Chr. durch eine steinerne ersetzt, von der ein Gebälk mit einer Inschrift erhalten ist. Auf Grund dieser Inschrift kann die Bühne aus Stein auf das Ende der Königszeit und somit den Beginn der römischen Provinz Asia datiert werden. Im frühen 1. Jahrhundert v. Chr. schließlich wurde auch die Skene selbst als Steinbau errichtet. Spätere Umbauten und Veränderungen des Areals stammen aus der Zeit des Kaisers Hadrian, aus spätrömisch-byzantinischer Zeit. In byzantinischer Zeit schließlich finden sich Kalköfen auf dem Gelände, die den eingesammelten Marmor der antike Stadt Pergamon in Kalk verwandelten.